# Daley Thompson's Decathlon
Daley Thompson's Decathlon è un videogioco di decathlon pubblicato nel 1984 per Commodore 64 e ZX Spectrum e nel 1985 per Amstrad CPC dalla Ocean Software.
È il primo videogioco a utilizzare l'immagine dell'atleta britannico Daley Thompson. La stessa Ocean entro pochi anni ne pubblicò altri tre, Daley Thompson's Star Events, Daley Thompson's Super Test e Daley Thompson's Olympic Challenge.

## Modalità di gioco
Il gioco permette di affrontare in sequenza tutte le 10 discipline del decathlon.
Su Commodore 64 e Amstrad CPC il personaggio del giocatore ha la pelle scura e i baffi e rappresenta Daley Thompson. Sullo ZX Spectrum invece, a causa delle limitazioni del colore, il personaggio è monocromatico bianco.
Su Commodore 64 è supportato il multigiocatore in simultanea con un secondo personaggio di pelle chiara, ma il secondo giocatore partecipa soltanto alle discipline di corsa e il suo punteggio non viene registrato.
Le discipline sono le seguenti (l'ordine cambia un po' a seconda delle versioni):
- 100 metri piani
- Salto in lungo
- Lancio del peso
- Salto in alto
- 400 metri piani
- 110 metri ostacoli
- Salto con l'asta
- Lancio del disco
- Lancio del giavellotto
- 1500 metri piani

Sempre per limiti tecnici, sullo ZX Spectrum il gioco è diviso in due programmi caricati separatamente, corrispondenti a due "giornate" di cinque discipline ciascuna.
Tutte le discipline mostrano l'atleta di lato, che corre o lancia verso destra, con scorrimento orizzontale, sullo sfondo dello stadio gremito.
Il lancio del disco su ZX Spectrum è l'unica disciplina con visuale dall'alto.
Solo nella versione Commodore 64, le gare di corsa mostrano una seconda corsia con un altro atleta, controllato dal computer o dall'eventuale secondo giocatore.
Sempre su Commodore 64 è presente in-game advertising sotto forma di cartelloni, di varie ditte come WHSmith e Barclays; nelle altre versioni compaiono solo cartelloni della stessa Ocean.
Le discipline si basano generalmente sullo smanettamento per aumentare la velocità. Si possono dividere idealmente in due gruppi: discipline di corsa, incentrate sullo smanettamento, e discipline di salto e lancio, dove al prendere velocità iniziale si aggiungono manovre di precisione.
La corsa comunque si ottimizza non solo con la velocità di smanettamento pura, ma in base a quanto regolarmente sono alternati i comandi in funzione del tempo. Nei 110 m ostacoli inoltre bisogna temporizzare bene i salti.
Le discipline di lanci e salto in lungo in particolare richiedono, oltre a compiere le azioni nei giusti tempi, di regolare precisamente l'angolo verticale di tiro, indicato da un rapido scorrere del valore in gradi, che si ferma al rilascio del pulsante/tasto e bisogna cercare di mantenere intorno a 45°. Nel salto con l'asta bisogna cercare di lanciarsi quando si è esattamente sulla verticale. Il salto in alto avviene con tre diverse azioni del pulsante.
L'obiettivo primario di ogni disciplina è raggiungere almeno un certo tempo o distanza di qualificazione. Nei salti e nei lanci si hanno a disposizione tre tentativi, nelle corse solo uno. In caso di riuscita si accumulano punti, in caso di fallimento si perde una vita e si passa comunque alla disciplina successiva, se si hanno ancora vite.
Se si completano le dieci discipline si ricomincia da capo, con requisiti di qualifica più alti, e così via finché si riesce ad andare avanti per accumulare punteggio.
Sullo schermo vengono sempre visualizzati il numero del tentativo, i punti ottenuti, il record mondiale vero dell'epoca e l'obiettivo di qualificazione.

## Colonna sonora
La versione Commodore 64 ha durante il caricamento una cover non autorizzata, realizzata da Martin Galway, del brano strumentale Rydeen della Yellow Magic Orchestra. In gioco invece sono presenti un brano originale di David Dunn e la breve fanfara della 20th Century Fox.
Sugli altri computer è presente una versione di Chariots of Fire di Vangelis.

## Sviluppo
Daley Thompson divenne una celebrità negli anni '80 grazie alle sue prestazioni nei decathlon e di conseguenza prestò il proprio nome a ben cinque videogiochi, iniziando con Daley Thompson's Decathlon.
David Collier, il programmatore capo della versione Commodore 64, sostiene di aver convinto Jon Woods della Ocean Software a produrre un gioco sportivo multievento di questo genere, dopo aver visto il celebre Track & Field in sala giochi.
Woods a sua volta pensò di farne un tie-in con le Olimpiadi, disputate proprio nel 1984 (i cerchi olimpici compaiono nel gioco e sulle confezioni, insieme a Thompson). Si ottenne licenza di usare l'immagine di Daley Thompson, che tra l'altro pare sia un lontano parente di Christian Urquhart, uno dei programmatori delle altre versioni.
A quei tempi pochissimi giochi avevano il sostegno di celebrità e la Ocean diede un contributo significativo alla diffusione di questa pratica, poi divenuta comune.
Nell'estate 1984 Thompson dominava per la seconda volta il decathlon olimpico e aveva grande attenzione mediatica, per cui la squadra della Ocean, che stava lavorando allo sviluppo del gioco, era entusiasta dell'accordo preso e pregustava il successo.
Collier ricorda che alla fine i programmatori si erano presi tutti un'infezione delle vie aeree e lavoravano da casa di Tony Pomfret (uno degli altri programmatori della versione C64 insieme a Bill Barna), ma riuscirono nella consegna.
Collier si attribuisce anche l'idea degli striscioni pubblicitari di aziende esterne.
Martin Galway compose la cover di Rydeen usata nella versione C64, ma sostiene che non sapeva cosa fosse; l'aveva copiata dalla musica dell'arcade Super Locomotive, anch'esso contenente un adattamento di Rydeen.
Per il caricamento da cassetta si utilizzò il fast loader Novaload su C64 e Speedlock su ZX Spectrum; Speedlock era al suo primo utilizzo commerciale, ma poi divenne molto diffuso, soprattutto come sistema di protezione dalla copia.

## Accoglienza
Daley Thompson's Decathlon arrivò in vetta alle classifiche di vendita, apparve poi nella prima raccolta della serie di best seller They Sold a Million e fu tra i primi titoli ripubblicati nella linea di riedizioni economiche Hit Squad della Ocean.
È stato l'ottavo videogioco per sistemi domestici più venduto del 1984.
Ai premi britannici Golden Joystick Awards del 1984 Daley Thompson's Decathlon vinse il titolo di "Miglior gioco stile arcade".
Per lo ZX Spectrum vinse il titolo di miglior gioco in assoluto del 1984 ai premi dei lettori della rivista Crash.
Sulla stampa di settore europea dei suoi tempi fu praticamente sempre apprezzato in tutte le tre versioni; quando è presente un voto complessivo, è solitamente compreso tra 7 e 10 (convertendolo in decimi).
Qualche giudizio negativo fu ricevuto dalla riedizione economica della Hit Squad, uscita quasi cinque anni dopo nel 1989. Secondo la rivista Zzap! (traduzione in questo caso di Zzap!64) la giocabilità era sempre buona, ma il gioco era ormai datato e il tema si era già visto realizzato meglio allo stesso prezzo, ad esempio con Decathlon (Silverbird). Anche secondo Your Sinclair, pur essendo notevole per un gioco così vecchio, era ormai da tempo superato.
La Ocean donò una parte dei profitti dei giochi su Daley Thompson all'Amateur Athletic Association britannica.